# Островичка котлина
Островичка котлина је пространо улегнуће у земљиној кори и специфичан геопростор на југоистоку Србије у тектонском рову композитне долине-потолине средњег Понишавља, и једна од четири међусобно повезана дела Сићевачке клисуре.  Островичке котлине је релативно мала котлина дугачка и широка око 2 km, која се налази на 20 km источно од Ниша.
Као део Нишавске долине иако је истог морфолошког типа, Островичка котлина међутим представља индивидуалну целину и одвојен географски предео, који почиње на истоку код каменолома на улазу у Градиштански кањон, а на западу сраста са другим делом Сићевачке клисуре код „Бањице“, чинећи котлину која по површини (4 km²) и броју становника (603), спада међу мале географске просторе ове врсте у Југоисточној Србији. Островичка котлина је окружена планинским венцима и то: са севера Сврљишким планинама, и југа северним гребеном Суве планине.
На основу физичко-географских, друштвено-географских и демографских карактеристика, она је сложени развојни систем, у коме централно место заузимају село Островица и њена околна насеља са својом инфраструктуром и највећим ресурсима у плодном земљишту. Иако је претежно уоквирена високим брдско-планиниским ободом, Островичка котлина је у повољној комуникативној вези са суседним котлинама нишком и белопаланачком, захваљујући највише долинама Нишаве, и Куновичкој површи, преко које се гради савремени ауто-пут Е-80. Данас се Островичка котлина налази на важном интерконтиненталном путном и железничком саобраћајном правцу који спаја западну обалу Европе (Лисабон, Португалија) и крајњи исток Азије (Турска).
Због живописних предела, очуваних геоморфолошких особина и природних вредности са претежно очуваним природним екосистемима и јединственом флором и фауном, заједно са осталим деловима Сићевачке клисуре, проглашена је за Парк природе II категорије заштите,

## Статус
Због живописних предела, очуваних геоморфолошких особина и природних вредности са претежно очуваним природним екосистемима и јединственом флором и фауном, од 2000, Островичка котлина као и остали део Сићевачке клисуре проглашен је за Парк природе II категорије заштите, у Складу са Законом о заштити природе Републике Србије.
Као заштићено подручје са значајним еколошким и културним добрима, подручје је намењено очувању укупне геолошке, биолошке и предеоне разноврсности Србије, и задовољењу научних, образовних, духовних, естетских, културних, туристичких, здравствено-рекреативних потреба и осталих делатности усклађених са традиционалним начином живота на овом простору и начелима одрживог развоја.
Некада богато подручје бројним сисарима и папкарима, данас је остало само у причама, јер је крчење шума и досаљавање становништва на ове просторе значајно утицало на њихово истребљење. Након стављањем под заштиту у првој деценији 21. века, вегетација почела све више да се обнавља, што је једним делом допринело и повратку дивљачи на овај простор. Тако су нпр. 2003. године виђене срне.

## Природне одлике
Долина Нишаве састоји се од котлина (Нишка, Островичка, Белопаланачка, Ђурђевопољска, Пиротска), краћих сутески и Сићевачке клисуре, која се одликује низом специфичности.
На југоисточном ободу Нишке котлине тектонска изломљеност терена омогућила је интензиван процес красификације кречњачке масе. У вишим партијама кречњаци садрже све, како површинске тако и подземне морфолошки развијене облике краса. На западном ободу пружа се пространа Куновичка површ, која је у области Сићевачке клисуре претежно посебна морфотектонска и предеона целина и у коју је усечена Сићевачка клисура Нишаве. Са северне стране котлину ограничава Суву планину, а са јужне Сврљишке планине.

## Положај и пространство
Островичка котлина представља пробојницу реке Нишаве кроз Куновичку површ која тече између јужних падина Сврљишких планина и Суве планине. Композитна Сићевачка клисура предиспонирана је главним нишавским раседом дуж којег су стваране и потолине Нишке и Белопаланачке котлине. Раседним линијама и зонама одређен је правац усецања, најпре језерским отоком, касније, наслеђеном долином Нишаве.
Островичка котлин је дуга 2 km, а дубока је између 260 до 360 m. Ка истоку она клисура се наставља на горњи — кањонски, а на западу на доњи — клисурасти део Сићевачке клисуре. Кањонски део је дуг 7 km; усечен је између Облика (901 m) на левој и Плеша (1327 m) на десној страни. На улазу, испод села Градишта, кањон је дубок 260 m, а на излазу, код манастира Свете Петке Иверице 360 m. Кањонски део клисуре усечен је у „долинском поду” — заравни, широкој на улазу 500—600 m, а код Св. Петке — на излазу, свега 50 m. Долински подови у котлини повијају се у виду лукова или сводова. Композитна Островичка котлин Сићевачке клисуре предиспонирана је главним нишавским раседом дуж којег су стваране и потолине Нишке и Белопаланачке котлине. Раседним линијама и зонама одређен је правац усецања, најпре језерском отоком, касније, наслеђеном долином Нишаве.
За постанак и данашњи изглед Островичке котлине Сићевачке клисуре од великог су значаја и најмлађа убирања. Резултат ових убирања су високи лучни сводови који се јављају у горњем, кањонском, делу клисуре као последица „најмлађих тектонских процеса током којих се Нишава усецала, а околни планински венци издизали, што је означило Островичку котлину и целу Сићевачку клисуру као асцендентну долину“.
Островичка котлина почиње од источног дела клисурастог дела Сићевачке клисуре, где се приближавају огранци Сврљишких планина и Суве планине, и одатле се правцем исток протеже 2 км улаза у Градиштански кањон, где су огранци ових планина раздвојени уским коритом Нишаве.
На југу, Островичка котлина се граничи са Заплањем, а на северу обронцима Сврљишких планина.
Островичка котлина према рељефу и проходности, спада у најпроходније и за пољопривреду и саобраћај најповољније делове Сићевачке клисуре.

## Клима
Температура ваздуха
По регионалним климатским одликама, рејон Островичке котлине спада у топлије и сушније пределе Србије. По броју дана са температуром од 5°, 10° и 15 °C, или већом од ових, ово подручје је „међу првима у Србији“. 
| Средње темературе годишњих доба у Сићевачкој клисури (1950—2009) |         |          |          |          |
| Годишње доба                                                     | Зима    | Пролеће  | Лето     | Јесен    |
| Средња температура                                               | 1,53 °C | 11,87 °C | 21,37 °C | 12,07 °C |

Ветрови
У Сићевачкој клисури дувају; северни ветрови (Кошава), северозападни, „Сићевац“, „Југо“ и други;
| Назив ветра         | Карактеристике |
| ------------------- | --- |
| Кошава              | Северни ветар (северњак, „свињоморац“), који се јавља из североисточног правца. Нема велику честину и дува знатном јачином у хладнијој половини године.             |
| Сићевац             | То је ветар који дува кроз Сићевачку клисуру и најснажнији је ветар у овој области. Често је олујног карактера.                                                     |
| Југо                | Топао и веома неповољан ветар за пољопривредне усеве и стоку. Он исушује тло, усеве и воће, тако да се биљке под његовим утицајем „спаруше“, а стока мршави и гине. |
| Северозападни ветар | То је најучесталији ветар на простору клисуре, који дува брзином од 1,5 до 2,9 .                                                                                    |

Облачност у Островичкој котлини доносе западни ветрови, док сви остали ветрови углавном узрокују ведро време. Највећа облачност је током зиме, а максимум достиже током месеца децембра када је 7,8 десетина неба покривено облацима. Смањење облачности почиње са првим пролећним месецима и траје до септембра.
Падавине
Овакав термички режим одликује се малом средњом годишњом количином падавина (580,8 mm) са максимумом у мају (83,4 mm; 14%) и минимумом у фебруару (око 30 mm; 5%). За лето индекс суше у подножју Суве планине, те и у овој области, је 19. а годишњи 27. Према томе, и поред релативно довољне количине падавина, због неравномерне расподеле (индекс суше зими је 47,  с пролећа 31. а  с јесени 25), рејон Островичке котлине спада међу најсушније у Србији.

## Флора и фауна
У флористичком богатству и разноврсности подручје котлине одликује се присуством 68 регистрованих ендемских врста биљака, међу којима посебно место заузимају локални ендемити. Досадашње анализе су показале да три врсте, које насељавају побрђе котлине, припадају категорији за које се основано сумња да су ишчезле на другим територијама Србије. У категорију крајње (критично) угрожених врста (ЦР) припада 20, категорију угрожених врста (ЕН) 30, категорију рањивих (ВУ) 80, категорији врста ниског ризика угрожености 125, док за 9 врста нема довољно података о распрострањености.
Међу реликтним врстама терцијарне флоре Европе као реликтне у Сићевачкој клисури се помињу две врсте рода Рамонда (Ramonda serbica), Ramonda nathaliae и жалфија (једна од најстаријих медицинских биљака), које су остатак суптропске флоре Европе и Медитеран а вероватно су афричког порекла. Ramonda serbica је најсроднија са балканском врстом Ramonda nathaliae од које се претпоставља одвојила, још током терцијарне полиплоидије у самосталну врсту. Бројност популације рода Рамонда у Сићевачкој клисури, на 5 м², варира од 10-350 индивидуа у зависности од конфигурације стена и вегетације. Присуство жалфије на овом подручју објашњава се тиме да животни услови у овој „медитеранској оази” не излазе из оквира историјски условљене еколошке валенце жалфије и осталих термофилних биљака заступљених у асоцијацији (Artemisio-Salvietum officinalis), што свакако представља основни узрок њиховог опстанка у рецентном периоду на овом подручју.
Наведене реликтна врсте у Островичкој котлини законом су заштићена у Србији као природна реткост.
Због специфиучних карактеристика климе овај део Сићевске клисуре има својства термофилне оазе, С тим у вези интересантно је поменути да се због топле кречњачке подлоге, на стрмим странама и пукотинама стена, јављају и неки ретки биљни терцијарни ендемични реликти. Међу њима се налазе и рамондије (Наталијина и Српска).
|  |  |  |

На подручју Островичке котлине бројним истраживањима откривена су и значајна налазишта мајчине душице, ртањског чаја (чубре), хајдучке траве, кантариона, клеке и других медоносних и лековитих биљака.
- Мрежокрилац и дневни лептири заступљене на простору Островичке котлине
- Neuroptera
(Libelloides macaronius)
- Обични ластин репак
(Papilio machaon)
- Шафрановац
(Colias croceus)
- Жиличасти купусар
(Pieris napi)

## Саобраћај
Први писани трагови о саобраћају и градњи путева на ширем простору Островичке котлине односе се на  антички пут Via Militaris, који је у доба Римског царства био саобраћајна магистрала моравско – нишавска – маричка, једна од главних на Балканском полуострву. Од Ниша овај Римски војнички пут обилазио је Осраовичку котлину са јужне стране. Он је ишао кроз раванкотлине у долину Куновице, па је преко платоа Плоче пролазио развође Куновице и Црвене Реке и улазио у Белопаланачку котлину. Римски војнички пут (завршен до Ниша 33. или 34. г. н.е.) био је дуго време једини спој између Запада и Истока и представљао је, са стратешког и трговачког гледишта, најважнији пут Балканског Полуострава. Тај пут је местимично био очуван и у 16. веку.
У средњем веку јужним ободом Островичке котлине водио је Цариграрски друм, који је од Ниша долином Кутинске реке кроз Заплање, па је Суву планину прелазио прекоњене најниже преседлине Змијине ливаде изнад Јагличја. Он је под северном суподином Суве планине ишао развођем између Црвене и Јелашничке реке и долином Црвене реке у Белопаланачку котлину.
Данашњи саобраћајни пут који пролази кроз Островичку клисуру изграђен је 1968.године, долином реке Нишаве кроз Сићевачку клисуру. Ова саобраћајница је од великог значаја за не само за Островичку котлину већ и за цело Понишавље, јер повезује Ниш са Белопаланачком и Пиротском котлином и даље на исток са Бугарском и Турском.
У периоду од 1887. до 1888. године српска влада изградила је железничку пругу долином Нишаве (као саставни део велике светске магистрале која везује запад и исток), што је имало велики значај и утицај на дањи развој Островичке котлине и средње Понишавље.
Наведеним магистралним путем и пругом Островичка котлина је повезана саобраћајницама са великим регионалним центрима и то до:Ниша 42 km, Београда 280 km, Солуна 450 km, Беле Паланке 22 km, Пирота 27 km, Софије 108 km.

## Историјат
Према подацима из географске литературе островичка колтлина, као и Србија, с краја 18. и у првим деценијама 19. века била је до те мере географски непозната да су у њој према писању Радојичића, из 1927, „били могући проналасци као у непознатим деловима света”. Уколико се узме у обзир чињеница да је њен географски садржај углавном био приказан једино на старим мапама (насталим на бази података који су описани у путописним забелешкама многих изаланика (царских посланстава и дипломатских мисија) и путника из каснијег периода средњег века и потоњих времена, овакви наводи су у потпуности схватљиви. Према писању Цвијића, из 1896. године, за нишки и белопаланачки и пиротски крај и њихове котлине, знало се само дуж Цариградског (Мидхат-пашиног) друма – о чему су се могли наћи доста тачно приказани узајамни положаји и називи (насељених) места према важећој номенклатури из тадашњег историјског периода.